# Bielefeld
Bielefeld é uma cidade alemã do estado da Renânia do Norte-Vestfália. Fundada em 1214, a cidade está situada no nordeste do estado e possui uma população de aproximadamente. 320.000 de habitantes (dados de dezembro de 2008).
Bielefeld é uma cidade independente (Kreisfreie Städte) ou distrito urbano (Stadtkreis), isto significa que a mesma possui um estatuto de distrito (Kreis). Na escala de habitantes Bielefeld é a 18° maior cidade da Alemanha. Bielefeld, assim como Wuppertal, é também considerada, pelas estatísticas policiais, a cidade mais segura da Alemanha. Internacionalmente a cidade também é conhecida por ser sede de uma das maiores empresas no ramo alimentício: a Dr. Oetker, pelo time de futebol Arminia Bielefeld e ainda pela renomada Instituição Bethel (v. Bodelschwinghsche Stiftungen Bethel), que é reconhecida mundialmente no tratamento de deficientes, pessoas com transtorno mental, além do tratamento de outras doenças.

## História

### A criação da cidade (1214–1500)
A primeira menção da cidade ocorreu no ano de 1214, partindo do Conde Hermann von Ravensberg e do Mosteiro Marinenfeld. Devido à posição privilegiada a cidade cresceu rapidamente, sendo que a mesma se situava no centro de vários caminhos mercantis da época. Com o crescimento a cidade logo se tornou o centro de economia e negócios do Condado de Ravensberg. Antigamente, como de costume na época, a única maneira de entrar na cidade era através do portão central, uma vez que a cidade era, por motivos de segurança, completamente cercada de muros e buracos d'água. Um fato interessante é o de que Bielefeld só era acessível antigamente somente durante o dia, pois o portão da cidade era fechado durante a noite, permanecendo assim até o dia seguinte. O "cartão postal" da cidade era o Centro de Negócios, hoje o Mercado Antigo, a Câmara Municipal e a Igreja Nicolai, situada na "cidade antiga" (Altstadt).
O Castelo Sparrenburgo começou a ser erguido em 1293, juntamente com a parte nova da cidade (Neustadt), sendo que a "Cidade Nova" era dividida em três regiões principais:
- O Monastério Marien;
- A área responsável pela mão-de-obra;
- O Adelshöfe.

### O novo tempo (1500–1700)

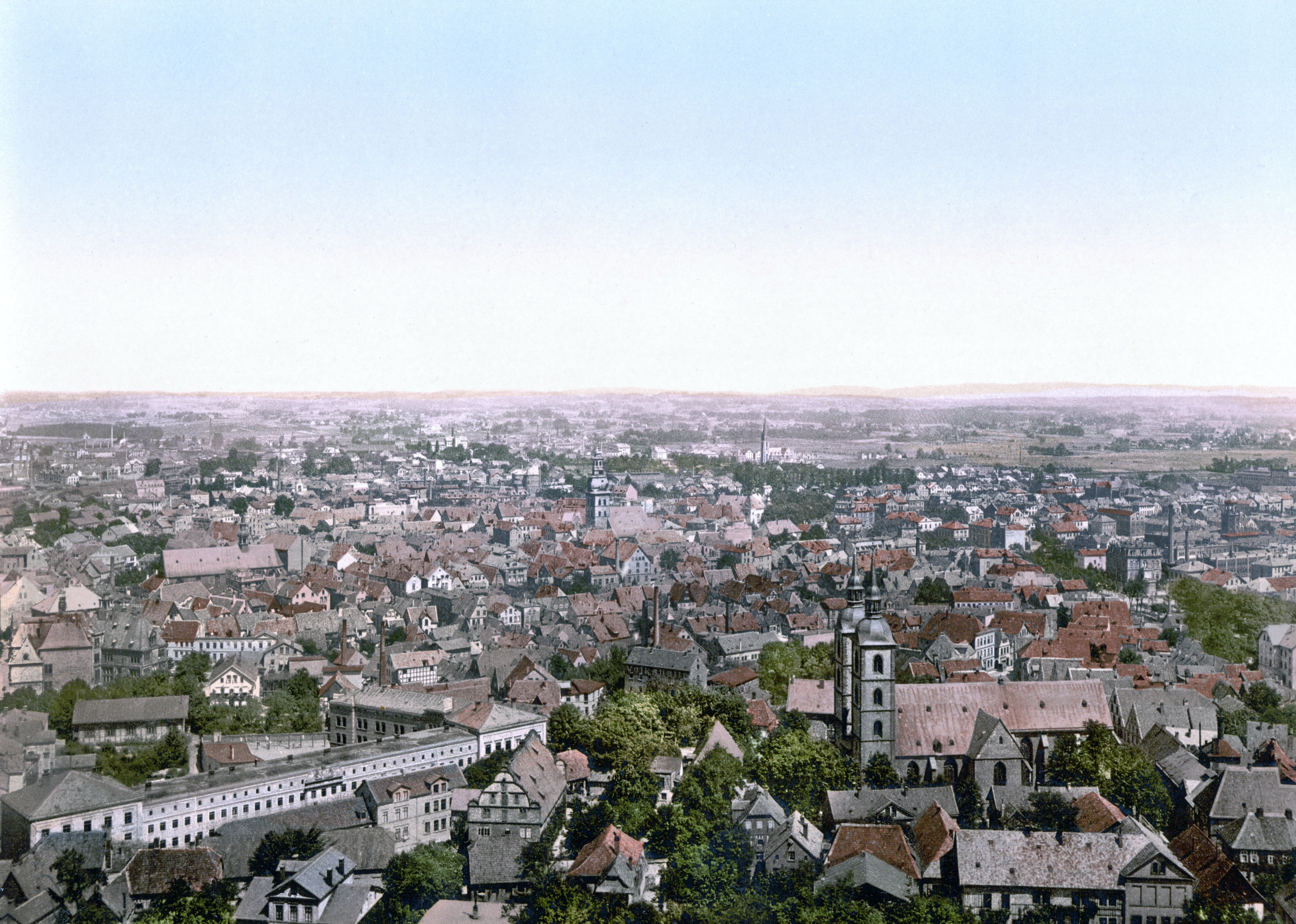
Bielefeld por volta de 1895.

Após 1500 houve uma unificação da parte antiga (Altstadt) com a parte nova (Neustadt) da cidade. A recente cidade pôde se desenvolver nessa época devido ao fato de que a mesma estava distante do centro do poder da região, fazendo com que Bielefeld se tornasse também um ponto central. Um fato posterior que ajudou muito o desenvolvimento da cidade foi a entrada da Liga Hanseática. Um outro fator que fortaleceu o crescimento da até então pequena cidade foi a evolução e comercialização local de cordas, linhas, lonas e outros produtos derivados. Com isso foi possível observar um certo bem estar por parte da população pois havia riqueza na região. Esse fato se comprova através das "casas patrícias", algumas ainda existem na parte antiga de Bielefeld.
Um mosteiro franciscano foi construído em 1507, mas o mesmo durou pouco tempo e foi abandonado. No final de Outubro de 1612 um terremoto atingiu a cidade, deixando muita destruição. Além do terremoto a cidade sofreu muitos danos durante a Guerra dos Trinta Anos, principalmente pelos espanhóis.

### A industrialização (1700-1900)
A partir dessa época muito mudou na cidade, houve muita prosperidade. Já em meados de 1717 Bielefeld recebeu iluminação pública. Apesar da prosperidade, a frágil indústria têxtil da época entrou em uma forte crise por volta de 1830, pois na Irlanda a produção começou a ser feita com o uso parcial de máquinas. Em Bielefeld a produção ainda era manual, por isso as indústrias da região não conseguiam alcançar a rapidez e qualidade dos irlandeses. Um outro problema que afetou a cidade foi a crise alimentícia que pairava sobre a região, fazendo com que o número de habitantes sofresse quedas consideráveis. No entanto, após a construção da Köln-Mindener Eisenbahn (Ferrovia Colônia-Minden, sendo que havia uma estação em Bielefeld), a cidade retomou o seu ritmo de crescimento rápido, uma vez que devido a criação da ferrovia, maiores quantidades de matéria-prima poderiam ser transportadas e recebidas.
Foi ainda neste período que surgiu a Ravensberger Spinnerei (Indústria Téxtul de Ravensberg), na época uma das maiores indústrias européias do ramo. 

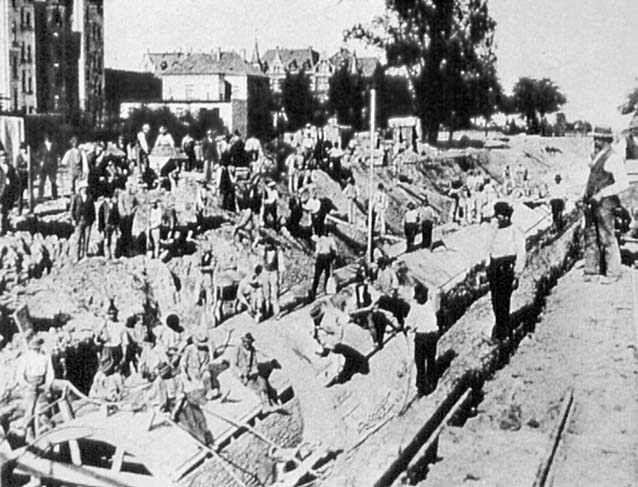
Canalização do córrego Lutter na Rua de Ravensberg (Ravensberger Straße) no começo do século XX.

No ano de 1878 a cidade se torna então independente.
Um outro fator decisivo na industrialização da cidade foi a fabricação local de máquinas, o que facilitou bastante, pois a partir de então a importação de máquinas não era mais necessária. Vale ressaltar que até os dias de hoje Bielefeld é uma cidade expressiva no ramo de engenharia mecânica, sendo o quinto maior local de produção e construção de máquinas da Alemanha.
Foi também nesse momento que a cidade evoluiu na área de transportes uma vez que a partir de 1900 os primeiros bondes (Straßenbahn/S-Bahn) já circulavam na cidade.

### Bielefeld durante o Nazismo (1933–1945)
Em 1933, após a tomada do poder por parte dos nazistas, o prefeito foi então imediatamente substituído por um representante do partido nazista (fato que aconteceu na maioria das cidades alemãs). Na época cerca de 900 judeus moravam em Bielefeld. Havia também na cidade uma grande sinagoga, que foi completamente destruída em 1938, durante a campanha antissemita nacional de Hitler. A maioria dos judeus que moravam na cidade foram enviados aos campos de concentração, local onde a maioria encontrou o seu fim. A história de Tana Berghausen e Ruben Baer; duas crianças judaicas nascidas em Bielefeld, que foram levadas e assassinadas no campo de concentração em Oświęcim (Auschwitz), na Polônia; ganhou grande repercussão. Havia ainda em Bielefeld uma filial da Polícia Secreta do Estado (Gestapo - Geheime Staatspolizei).
Seguindo as tendências da época, a indústria na cidade focou as atenções na produção de armas, equipamentos e veículos para a Segunda Guerra Mundial. Devido a escassez de mão-de-obra, pois os alemães estavam em combate, mais de 10.000 estrangeiros da Polônia, Rússia e Ucrânia foram usados pelos nazistas como trabalhadores escravos. Números extatos sobre a real quantidade de pessoas que foram usadas no trabalho escravo são desconhecidos.
O ataque dos Aliados contra o Eixo iniciou e com ele os ataques de bomba. O primeiro ataque em Bielefeld ocorreu em Junho de 1940, no entanto o mesmo não causou muitos danos. Após quatro anos, quando a guerra estava se aproximando ao fim, a cidade sofreu em Setembro de 1944 um enorme ataque, que custou a vida de quase 650 pessoas e deixou uma vasta destruição na parte antiga da cidade. No total 1.347 pessoas morreram somente em virtude de ataques de bomba e cerca de 15.680 construções foram destruídas parcialmente ou completamente.
No mês de Abril de 1945, durante a invasão dos aliados, a cidade foi tomada sem grande resistência pelos americanos.

### Reconstrução e desenvolvimento (1945-atualidade)

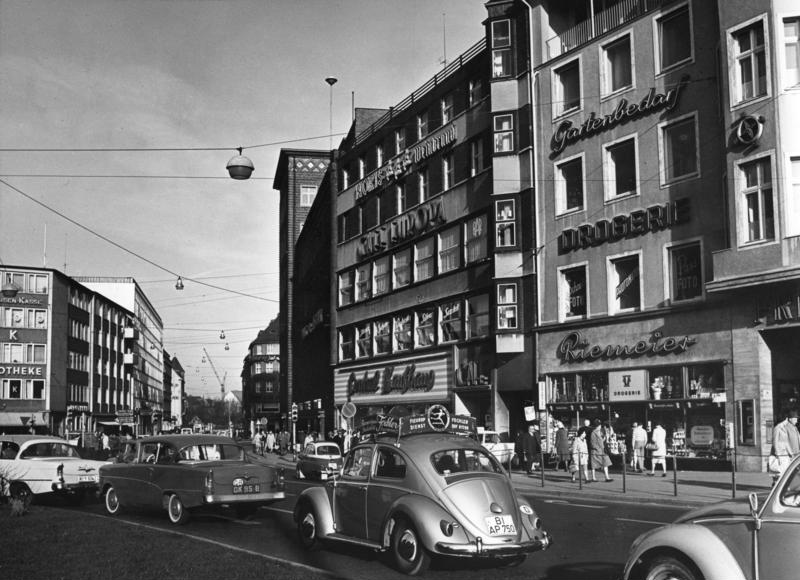
O Centro da cidade em 1961.

Após a derrota da Alemanha na Segunda Guerra Mundial, uma boa parte de Bielefeld se encontrava em ruínas, diversos monumentos e construções históricas foram destruídos. Devido à reconstrução a cidade se modificou muito e ganhou uma cara nova. O setor industrial, que se encontrava em uma situação extremamente difícil, foi com o tempo se fortalecendo e houve então um forte momento de prosperidade na economia da cidade. No entanto, a indústria textil, que era muito forte na região, foi perdendo o seu valor, uma vez que o setor de prestação de serviços estava crescendo bastante em Bielefeld. Fato comum que também estava ocorrendo simultaneamente em várias outras cidades alemãs neste período.
Foi nessa época também que a cidade se tornou base para o exército inglês. Atualmente ainda há uma base militar inglesa, localizada na Rua de Detmold (Detmolder-Straße), situada em uma das entradas para a cidade.
A população da cidade aumentou bastante neste período devido aos refugiados que foram vieram para a região. Em 1950 a população era composta por 155.000 habitantes. Um valor considerável, pois antes da guerra moravam na cidade apenas 127.000 pessoas.
Na década de 60 a prefeitura estava planejando diversas grandes obras de saneamento para a cidade. Estava também planejada a destruição de várias casas para a construção de novas rodovias, no entanto a população se opôs fortemente e com êxito contra tal medida. Em 1969 a Universidade de Bielefeld foi fundada na parte oeste da cidade. Ainda hoje a universidade é uma das poucas na Alemanha onde todos os departamentos estão localizados em uma mesma construção, uma vez que muitas faculdades possuem prédios diferentes para cada área de ensino (como por exemplo física, filosofia, etc). A Universidade de Bielefeld é uma universidade considerada na Alemanha e atualmente possui mais de 20.000 estudantes.
Após mais de 20 anos de planejamento e construção o metrô de Bielefeld foi inaugurado em 1991. Em 1993 foi construído o Salão Seidensticker, voltado paras grandes eventos. Um ano depois o Museu Histórico de Bielefeld foi também inaugurado. Em 1995, outro museu, o Museu Huelsmann foi construído e inaugurado no Parque de Ravensberg.

### A história da cidade em tópicos
A seguir a história da cidade resumida em tópicos.
| Ano                                  | Acontecimento |
| ------------------------------------ | --- |
| aprox. 1000 a.C.                     | O primeiro povoado da região surge. |
| 1214                                 | A cidade é declarada. |
| 1.ª metade de 1300                   | Construção do Castelo Sparrenburg, que ficou sendo a sede do Condado de Ravensberg.                                                           |
| 1236                                 | Ideia de criação da Nicolaikirche (Igreja de Nicolai) como igreja paroquial.                                                                  |
| Final de 1300                        | Desenvolvimento da parte nova da cidade. |
| 1340                                 | Começo da construção da Igreja de Nicolai na parte antiga da cidade.                                                                          |
| 1346                                 | A cidade é atacada e tomada pelo Ducado de Berg.                                                                                              |
| Final de 1500                        | Reconhecimento da cidade pela Liga Hanseática.                                                                                                |
| 1502                                 | Criação do mosteiro franciscano. |
| 1520                                 | A união da cidade antiga com a cidade nova.                                                                                                   |
| 1530                                 | Construção da Casa Crüwell. |
| a partir de 1533                     | Expansão da Reforma Protestante, o centro religioso é agora a Marienkirche (Igreja de Marien).                                                |
| 1538                                 | Começo da ereção da nova Rathaus (Câmara Municipal) no mercado antigo.                                                                        |
| 1540                                 | O Spiegelshof é construído. |
| 1558                                 | Criação do Ratsgymnasium Bielefeld (Ginásio Municipal de Bielefeld).                                                                          |
| Final de 1600                        | Começo da indústria têxtil. |
| 1632                                 | A Igreja de Nicolai é agora luterana. |
| 1614                                 | A cidade se torna parte da Prússia. |
| 1717                                 | A primeira iluminação pública de Bielefeld é feita.                                                                                           |
| aprox. 1830                          | Período de crise da indústria têxtil. |
| 1844                                 | Crise no setor alimentício. |
| 1847                                 | Criação da ferrovia Colônia-Minden (Köln-Mindener Eisenbahn).                                                                                 |
| 1851                                 | Os irmãos Bozi automatizam parcialmente o processo de tecelagem na cidade.                                                                    |
| 1854                                 | Fundação da Tecelagem de Ravensberg. |
| 1856                                 | Criação do Ginásio Cecília (Ceciliengymnasiums), um ginásio só para garotas.                                                                  |
| aprox. 1860                          | A primeira indústria metalúrgica da cidade inicia suas atividades.                                                                            |

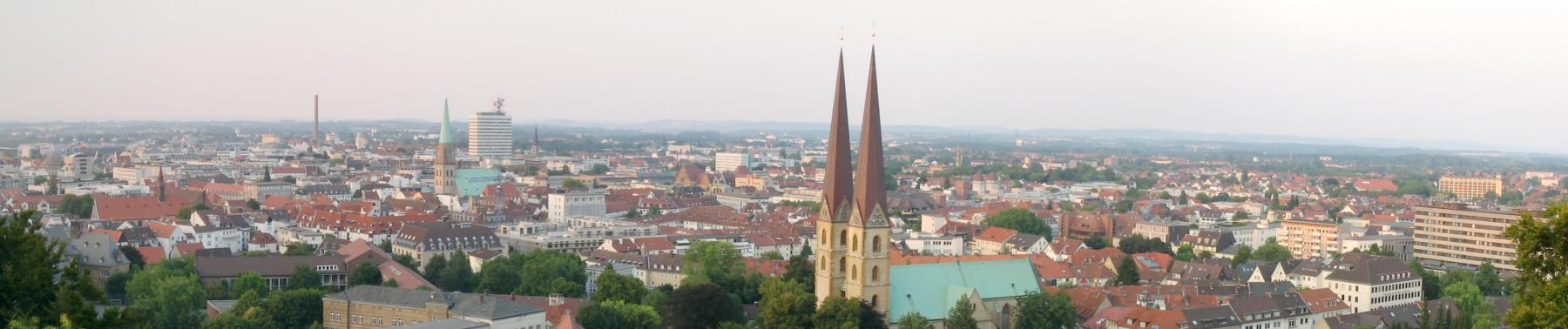
Vista panorâmica da cidade.

| aprox. 1867                          | A empresa Dürkopp-Werke é fundada. |
| aprox. 1870                          | Bielefeld é o centro da indústria têxtil na Alemanha.                                                                                         |
| aprox. 1872                          | O pastor Friedrich von Bodelschwingh é o líder da Bethel, uma instituição de apoio aos deficiantes mentais fundada em 1867.                   |
| 1 de outubro de 1878, 1.º de Outubro | Bielefeld se torna uma cidade independente.                                                                                                   |
| 1879                                 | Bielefeld compra as ruínas do Castelo Sparrenburgo do Estado da Prússia por 8.934,90 marcos. A reforma do castelo começa.                     |
| 1891                                 | Dr. Oetker compra o laboratório químico Aschoff e começa suas atividades na área alimentícia.                                                 |
| 1895                                 | Construção do Eisernen Antons. |
| 1896                                 | A escola de Helmholtz foi construída. |
| 20 de dezembro de 1900               | O primeiro bonde da cidade entra em funcionamento.                                                                                            |
| 04/1901                              | Os trens/bondes da cidade podem agora ir até Enger e Werther.                                                                                 |
| 1904                                 | A construção da Rathaus (Câmara Municipal) é finalizada, abertura oficial do teatro municipal e do Die Post (Correios) na Herforder Straße.   |
| 3 de maio de 1905                    | Criação do Arminia Bielefeld, o time de futebol da cidade.                                                                                    |
| 1910                                 | A estação de trem principal (Hauptbahnhof) de Bielefeld começa a funcionar.                                                                   |
| 1917                                 | Abertura oficial do museu rural em Ochsenheide.                                                                                               |
| 1926                                 | Construção da Schüco Arena. |
| 1928                                 | Abertura do Parque e Lar de Animais Olderdissen.                                                                                              |
| 1930                                 | Bielefeld é agora considerada uma cidade grande pelas leis alemãs.                                                                            |
| 31 de outubro de 1930                | Abertura do salão Rudolf Oetker. |
| 1933                                 | Banimento dos sociais democratas Volkswacht e a extinção dos partidos políticos democratas.                                                   |
| 9 de novembro de 1938                | Destruição da sinagoga da cidade pelos nazistas.                                                                                              |
| 1941                                 | Começo do Holocausto. |
| 30 de setembro de 1944               | O maior ataque de bombas em Bielefeld acontece, onde 600 pessoas morrem.                                                                      |
| 1945                                 | Em Abril deste ano as tropas americanas entram na cidade. A Grã Bretanha toma o controle da administração das atividades militares na cidade. |
| 1946                                 | Artur Ladebeck é o primeiro prefeito eleito democraticamente após o regime nazista.                                                           |
| 1954                                 | Rochdale é cidade-irmã de Bielefeld. |
| 1969                                 | A Universidade de Bielefeld é criada. |
| 1971                                 | Criação da Fachhochschule de Bielefeld (Universidade de Ciências Aplicadas de Bielefeld).                                                     |
| 1 de janeiro de 1973                 | Lei de Bielefeld - União das distritos municipais da cidade com a cidade livre Bielefeld.                                                     |
| 1974                                 | A Ravensberger Spinnerei encerra suas atividades.                                                                                             |
| 1990                                 | Abertura do salão oficial da cidade. |
| 28 de abril de 1991                  | Abertura oficial do bonde de Bielefeld, que agora funciona em partes como metrô.                                                              |
| 1993                                 | Abertura do salão Seidensticker. |
| 1995                                 | Finalização oficial dos trabalhos com a coleção de arte Huelsmann.                                                                            |
| 2005                                 | Ano em que o Arminia Bielefeld completa cem anos.                                                                                             |

## Geografia
Existem três reservas naturais que cercam Bielefeld, sendo as seguintes: ao norte há a Floresta de Teutoburgo, ao sul a Planície de Emssand e o Vale de Ravensberg. O ponto mais alto da cidade é situado em Lämershagen (320 m) e o mais baixo em Brake (73 m). Não há nenhum grande rio que cruza Bielefeld, no etanto há o rio Aa, que nasce na região norte da cidade. Bielefeld é a cidade da Alemanha, que possui a maior a quantidade de áreas verdes, comparadas ao número de habitantes. Há vários parques, como o Nordpark (Parque do Norte), o Bürgerpark (Parque dos Cidadãos) e o Botanischen Garten (Jardim Botânico).
As cidades de grande porte mais próximas são: Hanôver (aprox. 100 km ao norte), Osnabrück (aprox. 60 km ao noroeste), Münster (aprox. 70 km ao oeste), Hamm (aprox. 80 km ao sudoeste) e, por fim, Paderborn (aprox. 50 km ao sul). Bielefeld faz divisa com as seguintes cidades: Spenge, Enger, Herford, Bad Salzuflen, Leopoldshöhe, Oerlinghausen, Schloß Holte-Stukenbrock, Verl, Gütersloh, Steinhagen, Halle e Werther.

### Distritos municipais

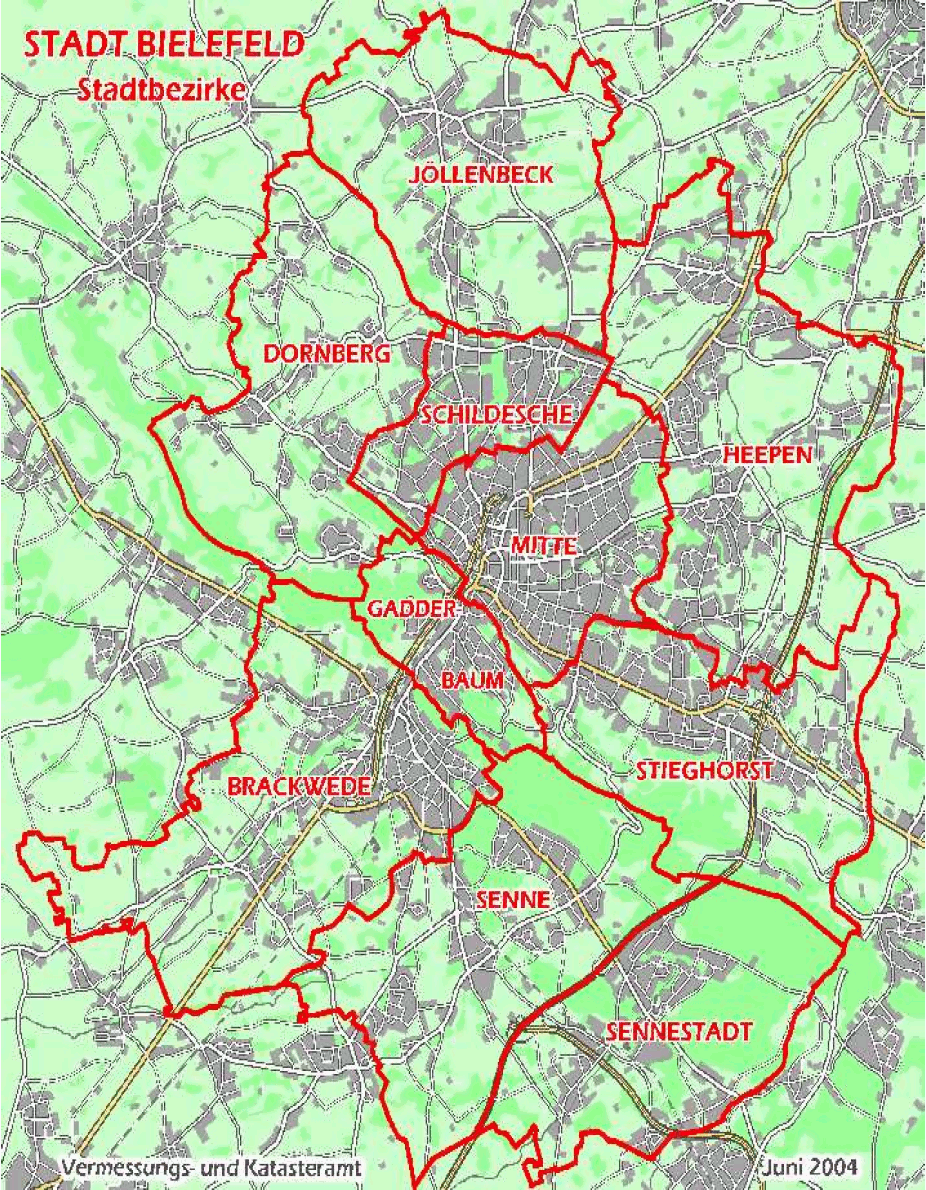
As regiões de Bielefeld.

Existem ainda dez Distritos municipais, dividindo a cidade em partes, são elas:
| Distritos      | Bairros                                                                                                  |  |
| -------------- | --- |  |
| Brackwede      | Holtkamp, Quelle, Ummeln, Brackwede                                                                      |  |
| Dornberg       | Babenhausen, Großdornberg, Hoberge-Uerentrup, Kirchdornberg, Niederdornberg-Deppendorf, Schröttinghausen |  |
| Gadderbaum     | Bethel, Gadderbaum                                                                                       |  |
| Heepen         | Altenhagen, Baumheide, Brake, Brönninghausen, Heepen, Milse, Oldentrup                                   |  |
| Jöllenbeck     | Jöllenbeck, Theesen, Vilsendorf                                                                          |  |
| Mitte (Centro) | Mitte (Centro)                                                                                           |  |
| Schildesche    | Gellershagen, Sudbrack, Schildesche                                                                      |  |
| Senne          | Buschkamp, Windelsbleiche, Windflöte                                                                     |  |
| Sennestadt     | Dalbke, Eckardtsheim, Heideblümchen, Sennestadt                                                          |  |
| Stieghorst     | Hillegossen, Lämershagen-Gräfinghagen, Sieker, Stieghorst, Ubbedissen                                    |  |

### Utilização e dimensão do território municipal
Bielefeld é considerada na Alemanha uma cidade de grande porte e possui no total uma área de 257,91 km². A distância da região norte até a região sul da cidade corresponde a 22 km e da parte leste a oeste 19 km. O percentual de área agrícola na cidade é aproximandamente 5% maior do que nas outras cidades da Renânia do Norte-Vestfália. A área de proteção ambiental corresponde a 7,5%. A atual distribuição demográfica de Bielefeld ocorre da forma descrita na tabela abaixo :
| Área                               | Dimensão em km² | Percentagem total |
| ---------------------------------- | --------------- | ----------------- |
| Agrícola                           | 95,75           | 37,13 %           |
| Construções, comércio e área livre | 70,20           | 27,22 %           |
| Florestal                          | 52,22           | 20,25 %           |
| Rodovias, Ferrovias e similares    | 24,89           | 9,65 %            |
| Esportiva, parques e similares     | 11,79           | 4,57 %            |
| Rios, córregos, etc                | 1,86            | 0,72 %            |
| Outras                             | 1,19            | 0,46 %            |

### Clima
Assim como outras cidades da Alemanha, como Frankfurt am Main e Berlim, o clima tem uma característica oceânica, fato que faz com que as chuvas na região sejam abundantes e bem distribuídas durante o ano inteiro, especialmente no Outono, no entanto, até mesmo durante o Verão o clima é bastante fresco e úmido. A temperatura média anual é de aproximadamente 8,5 C°. É também importante ressaltar que devido a cidade estar localizada na Floresta de Teutoburgo, o clima e a humidade são fortamente influenciados por tal floresta. Esse fato que leva a cidade a ser uma das mais chuvodas de seu Estado. Aparelhos de medição constataram que a quantidade de chuvas corresponde de 800 a 1000 mm por ano, que por sua vez variam de acordo com a região.

## Política

### Prefeitos
| - 1780–1812: Florens Consbruch - 1812–1817: Conrad Wilhelm Delius - 1817–1831: Ernst Friedrich Delius - 1831–1834: Adam Junkermann (provisório, pois Johann Dietrich Kurlbaum não foi reconhecido) - 1835–1853: Friedrich Wilhelm Eduard Körner - 1853–1857: Friedrich Clairant Krohn - 1857–1881: Ludwig Huber - 1881–1910: Gerhard Bunnemann - 1910–1932: Rudolf Stapenhorst - 1932–1934: Paul Prieß - 1934–1945: Friedrich Budde, NSDAP | - 1945–1946: Josef Niestroy - 1946–1952: Artur Ladebeck, SPD - 1952–1954: Hermann Kohlhase, FDP - 1954–1961: Artur Ladebeck, SPD - 1961–1962: Rudolf Nierhoff, CDU - 1963–1975: Herbert Hinnendahl, SPD - 1975–1989: Klaus Schwickert, SPD - 1989–1994: Eberhard David, CDU - 1994–1999: Angelika Dopheide, SPD - 1999-2009: Eberhard David, CDU - 2009-atualmente: Pit Clausen, SPD |

### Câmara Municipal
A Câmara Municipal da cidade possui no ano de 2009 no total 66 membros, que se distribuem da maneira:
- CDU: 22 membros
- SPD: 20 membros
- Die Grünen (Os Verdes): 11 membros
- Die Linke (A Esquerda): 4 membros
- FDP: 4 membros
- BfB - Bürgergemeinschaft für Bielefeld: 3 membros
- Bürgernähe - Wählergemeinschaft für Bielefeld: 2 membros

### Brasão

Brasão de Bielefeld.

O Brasão da cidade tem a cor de fundo amarela/dourada; na frente há uma representação em vermelho/laranja da entrada antiga da cidade durante a idade medieval: um portão aberto, típico da arquitetura de castelos, com duas torres superiores. No centro da abertura do portão há um escudo listrado de vermelho/laranja e prata, símbolo que foi usado antigamente pelo Condado de Ravensberg.
Esse Brasão foi criado por volta de 1263 e usado como brasão oficial da parte antiga da cidade (Altstadt). Em 1500, após a reunificação da parte velha da cidade (Altstadt) com a parte nova da cidade (Neustadt), o brasão começou a ser usado como símbolo oficial da cidade unificada. Até ao século XIX nada foi mudado no brasão, no entanto, houve um período no qual era comum o uso de leões em brasões, isso fez com que a cidade também adotasse a figura do animal em seu brasão. Essa mudança permaneceu até o ano de 1973, a partir deste ano os leões foram retirados do brasão e o mesmo adquiriu uma forma semelhante a um escudo (veja a figura ao lado).

### Cidades-irmãs
As cidades-irmãs de Bielefeld são:
- Desde 1953:  Rochdale, Reino Unido
- Desde 1958:  Enniskillen, Reino Unido
- Desde 1973:  Concarneau, França
- Desde 1980:  Nahariya, Israel
- Desde 1987:  Weliki Nowgorod, Rússia
- Desde 1991:  Rzeszów, Polônia
- Desde 1995:  Estelí, Nicarágua

## Economia
A história da cidade fez que a mesma se tornasse forte na ára têxtil, porém atualmente a economia da cidade não está mais tão ligada a esse tipo de indústria. A economia da cidade se destaca nos dias de hoje nas seguintes áreas:
- Alimentação
- Impressão
- Engenharia civil
- Engenharia mecânica
- Vesturário

### Empresas relevantes da região
- v. Bodelschwinghsche Anstalten Bethel (saúde)
- Dr. Oetker (Dr. August Oetker KG) (alimentação, transportes, finanças)
- Marktkauf (AVA AG) (produtos para construção)
- Schüco (construção)
- Dr. Wolff Arzneimittel (área farmacêutica)
- Dürkopp|Dürkopp Adler (engenharia mecânica)
- Seidensticker (indústria têxtil)
- MM Graphia (embalagens de cigarro)
- Gebr. Mönkemöller (logística, expedição)
- EK/servicegroup
- Goldbeck (construção)
- Friedrich Wilhelm Borgstedt Milser Mühle GmbH (alimentação)
- Windsor (vestuário)
- KATAG (vestuário)
- JAB Anstoetz (indústria têxtil)
- Ritex (produtos destinados a contracepção, como: camisinhas)
- TNS Infratest (pesquisa de opinião)
- Mineralquellen Wüllner (bebidas)
- Gildemeister (máquinas de construção)
- orex Retail Solutions GmbH (sistemas para caixas de supermercado)
- Agfeo|AGFEO (hardware destinados a telecomunicação)
- Bankhaus Lampe (bancos e assentos)
- SEH (IT, redes e internet)
- SYNAXON AG/PC-Spezialist (computadores)
- Stockmeier Chemie (indústria química)
- Kuxmann
- Union Knopf (móveis e derivados)

## Infra-estrutura

### Transporte e trânsito

#### Aeroportos
Não há na cidade um aeroporto relevante, no entanto existe o Aeroporto Internacional Paderborn/Lippstadt, que fica a aprox. 45 km de distância do sul de Bielefeld. Apesar de ser considerado um aeroporto internacional, o Padeborn/Lippstadt é de porte pequeno/médio, pois a maioria dos voos oferecidos são para Europa.
Apesar de não existir nenhum aeroporto expressivo, há em Bielefeld um mini-aeroporto para jatinhos particulares, pilotos amadores e fãs de planadores. A pista do mini-aeroporto tem 1256 metros.

#### Transporte público

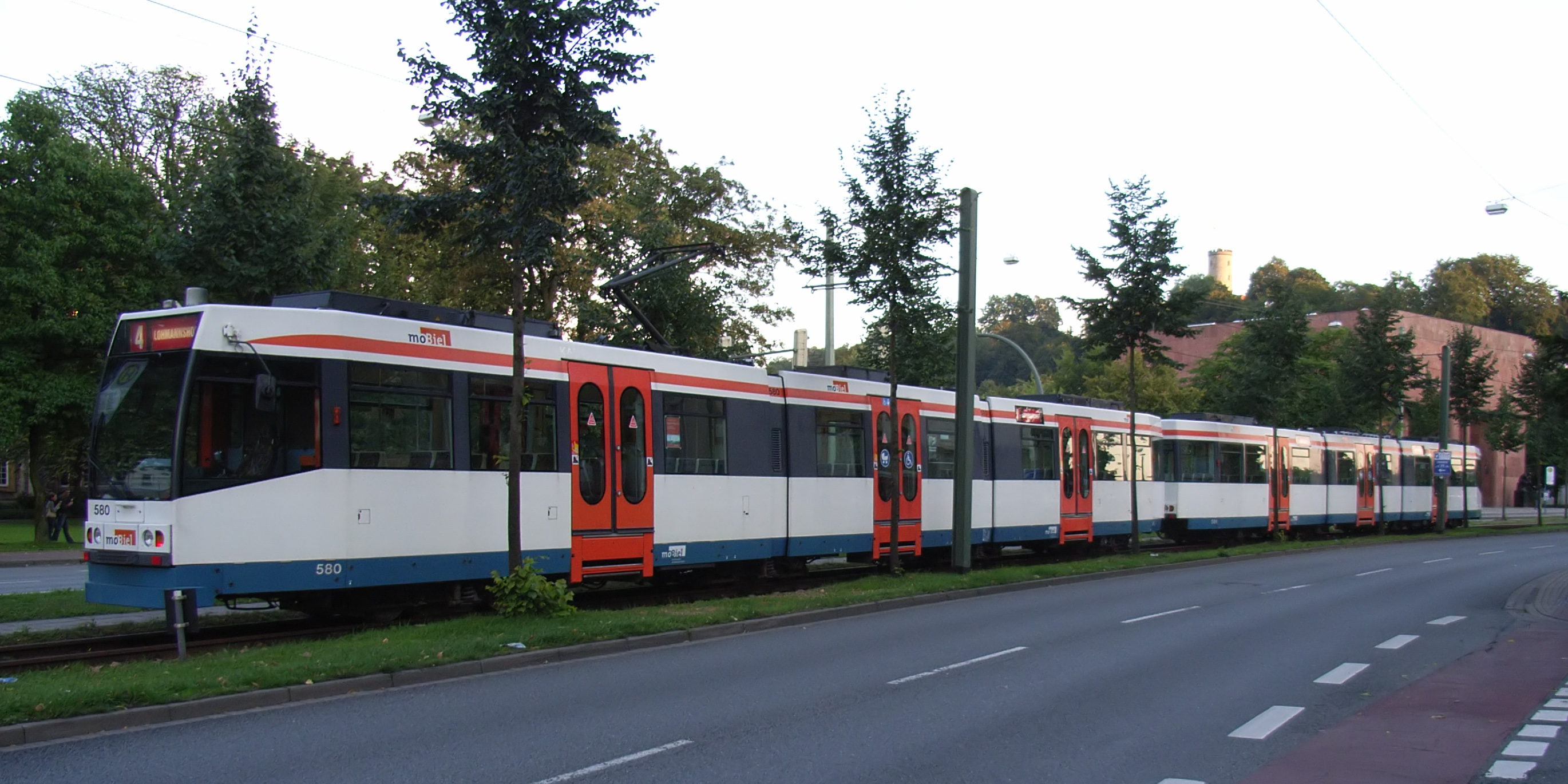
Um bonde da linha 4 em funcionamento.

Bielefeld possui uma extensa linha de bondes. No total existem 62 estações de bonde, no entanto, sete delas são subterrâneas (similares a estações de metrô convencionais), sendo as seguintes: Jahnplatz, Hauptbahnhof, Beckhausstraße, Siegfriedplatz, Rudolf-Oetker-Halle, Nordpark, Wittekindstraße, Beckhausstraße. Em Bielefeld são disponibilizados 80 bondes para o transporte de passageiros. Há na cidade quatro linhas principais: a linha 1 onde os destinos finais são Senne e Schilesche, a linha 2 onde os destinos finais são Milse e Sieker, a linha 3 onde os destinos finais são Babenhausen Süd e Stieghorst, por fim a linha 4 sendo os destinos finais Lohmannshof e Rathaus (veja a ilustração ao lado).
Há os ônibus convencionais e os ônibus noturnos (Nachtbus). Existem no total 449 pontos de ônibus espalhados por Bielefeld, além de 99 veículos utilizados para o transporte de passageiros
O sistema de transporte público municipal é controlado pela empresa de transportes Mobiel GmbH, que é ligada à empresa estatal responsável pelo fornecimento de água, energia, gás e aquecimento na cidade (Stadtwerke). O número total de passageiros é estimado em 40 milhões por ano (valor registrado em 2006).

#### Ferrovias e estações ferroviárias

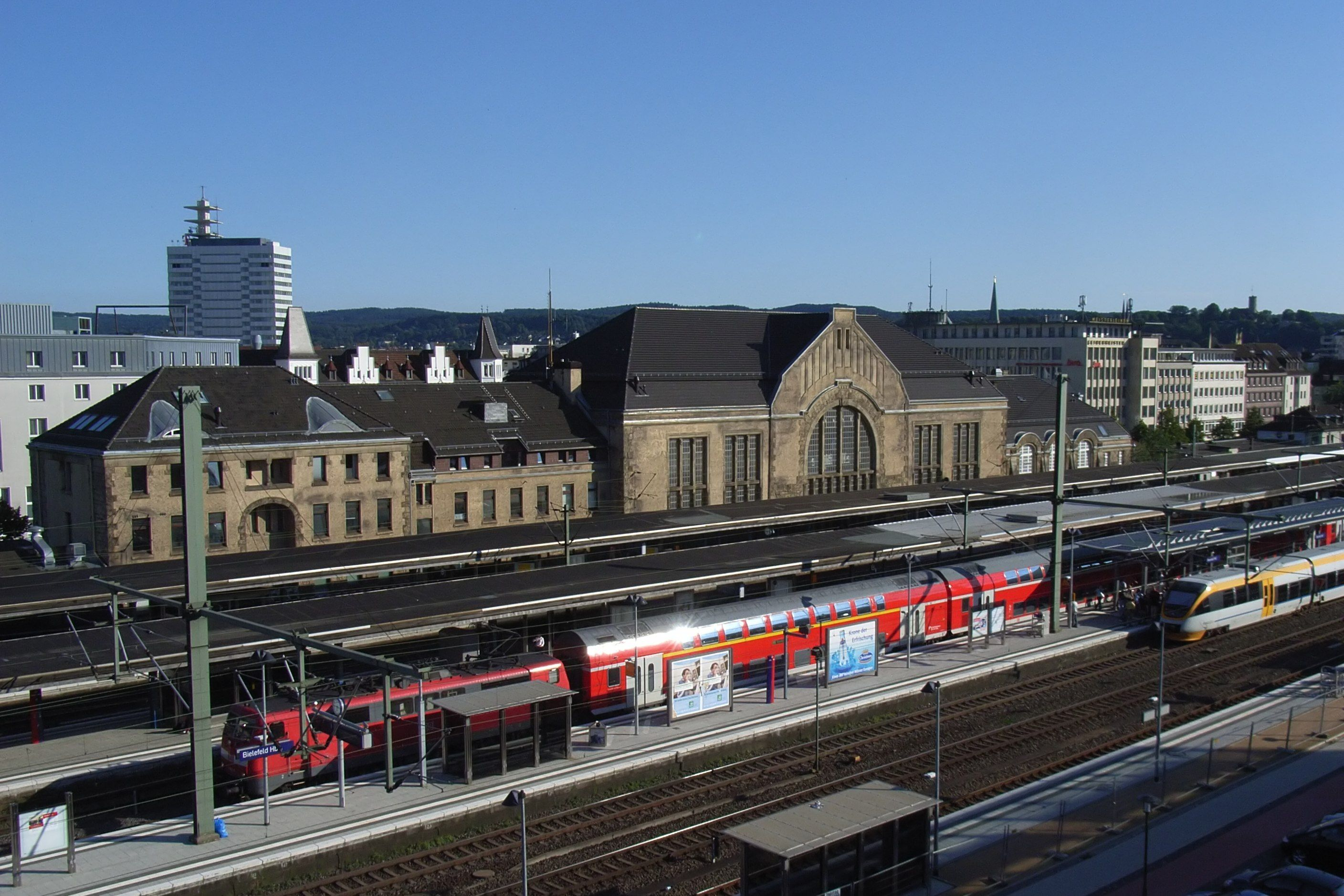
Vista aérea da estação de trem central.

Além de metrôs e bondes a cidade possui onze estações de trem, sendo elas: 
- A estação de trem central (Bielefeld Hauptbahnhof), destinada a trechos e viagens mais longos;
- A estação de trem central em Brackwede (Brackwede Bahnhof);
- Brackwede Sul (Brackwede Süd);
- A estação de trem central em Quelle (Quelle Bahnhof);
- Quelle-Kupferheide;
- Brake (Brake Bahnhof);
- Bielefeld Leste (Bielefeld-Ost);
- Oldentrup;
- Sennestadt;
- Ubbedissen (em Stieghorst);
- Windelsbleiche.

#### Rodovias
A cidade também pode ser alcançada pelas rodovias federais: A 2 (Bundesautobahn 2) e A 33 (Bundesautobahn 33), assim como pelas rodovias inter-estaduais: B 61 (Bundesstraße 61), B 66 (Bundesstraße 66) e B 68 (Bundesstraße 68).

#### Bicicletas
Bielefeld é uma cidade membra da Sociedade de Cidades Amigas do Ciclismo na Renânia do Norte-Vestfália (Arbeitsgemeinschaft fahrradfreundliche Städte und Gemeinden in Nordrhein-Westfalen), sendo assim há nas calçadas próximas a ruas de grande porte um espaço destinado aos ciclistas, geralmente demarcado com a cor vermelha. Existe também na estação ferroviária principal um estacionamento de bicicletas. O Clube de Ciclistas da Alemanha (Allgemeiner Deutscher Fahrrad-Club) possui uma filial na cidade.

### Coleta de lixo
Desde o ano de 1986 é utilizado o sistema de coleta seletiva de lixo em Bielefeld. Esse sistema é obrigatório e é usado tanto em residências quanto em estabelecimentos comerciais, indústrias, etc. Bielefeld foi uma das primeiras cidades na Alemanha a conceituar e iniciar tal processo. Existem atualmente cerca de 130 funcionários responsáveis pela coleta, armazenamento e destruição do lixo, além do encaminhamento para a reciclagem. Como ocorre na maioria das cidades alemãs, os tipos de lixo são divididos em classes, sendo as seguintes: 
- Embalagens e derivados (Verpackungen/Gelbe Säcke)
- Materiais orgânicos (Bioabfall)
- Materiais químicos ou derivados, como pilhas, baterias, etc (Schadstoffe)
- lixo de grande porte, como móveis estragados (Sperrmüll)
- Papel, Papelão e derivados (Altpapier)
- Vidro (Altglas)
- Outros tipos de lixo, que não se enquadram nos citados acima (Restmüll)

Quantidade de lixo produzida anualmente pela cidade:
- Embalagens e derivados: aprox. 7.300 toneladas
- Materiais orgânicos: aprox. 24.000 toneladas
- Materiais químicos ou derivados: aprox. 225 toneladas
- lixo de grande porte: aprox. 16.800 toneladas
- Papel, Papelão e derivados: aprox. 26.000 toneladas
- Vidro: aprox. 8.400 toneladas
- Outros tipos de lixo: aprox. 64.000 toneladas

Como de costume cada recipiente de lixo tem uma cor diferente, sendo: a cor azul para papel, verde para material orgânico e a cor preta para os outros tipos de lixo. As embalagens e derivados devem ser armazenadas em um saco de plástico amarelo (Gelber Sack), que pode ser obtido gratuitamente na prefeitura da cidade. Os vidros são armazenados em recipientes grandes (containers), que são colocados pela prefeitura em diversos locais da cidade. O cidadão deve então levar e depositar as suas garrafas de vidro ou objetos similares em um desses containers. Pilhas, baterias e similares devem ser depositados em locais parceiros da prefeitura, alguns supermercados coletam tais materiais. Por fim há ainda o lixo de grande porte, esse tipo de lixo pode ser coletado em casa ou levado nos devidos lugares de coleta. Para esse tipo lixo são cobradas taxas para a coleta, seja ela feita na residência ou até mesmo se o lixo for levado e deixado nos lugares indicados. Os cidadãos recebem anualmente um plano de coleta de lixo, no mesmo encontram-se os dias da semana em que cada tipo de lixo é coletado. O sistema de coleta seletivo é obrigatório por lei em, no entanto não há uma fiscalização rigorosa.

## Cultura e turismo

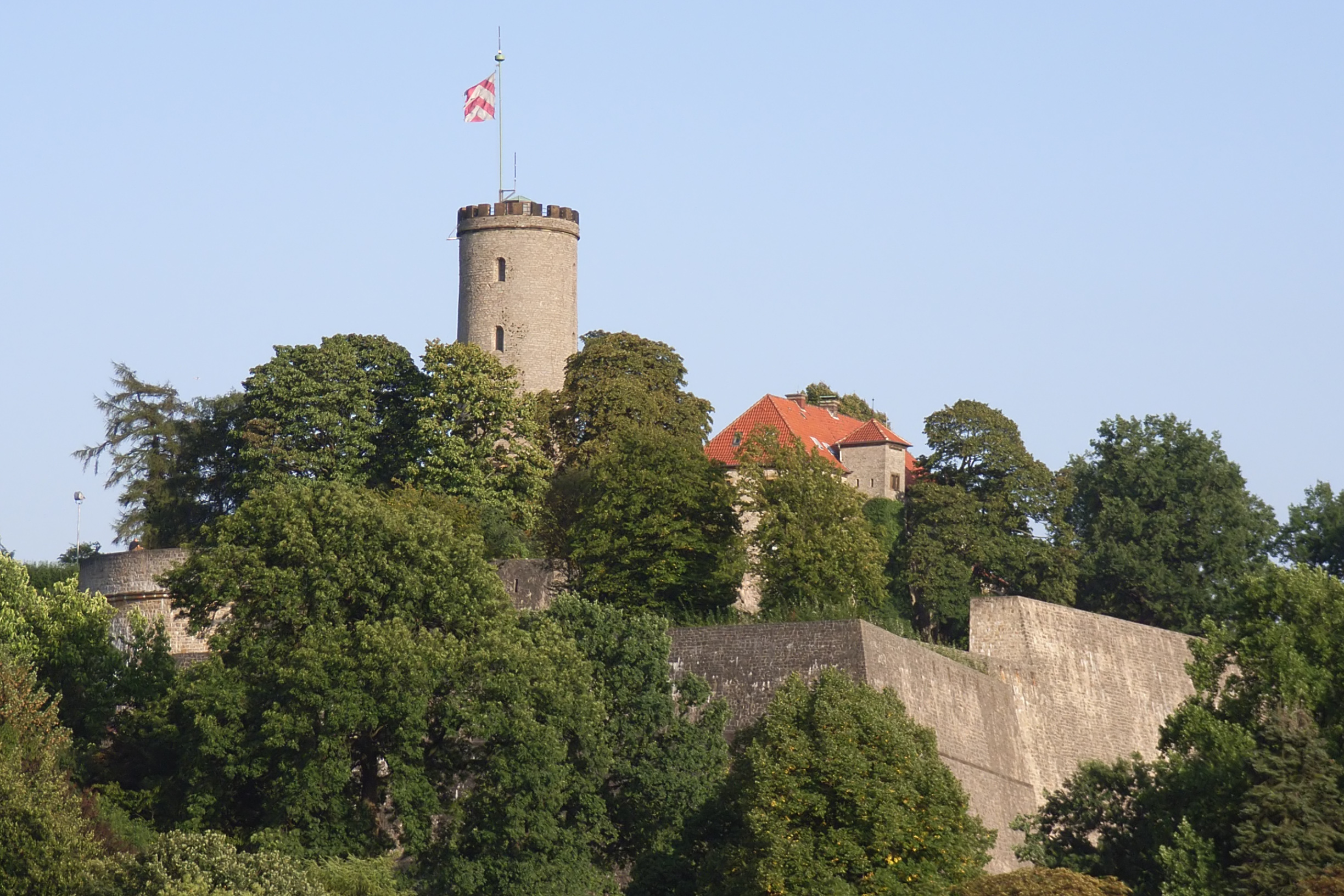
Sparrenburg, o símbolo de Bielefeld.

### O Sparrenburg
O Sparrenburg é um castelo medieval, que fica situado nas proximidades do centro da cidade. Ele é a construção mais famosa de Bielefeld, e por isso se tornou o símbolo da mesma. Ele também foi adotado como elemento tanto na logomarca, assim como no brasão da cidade. De acordo com pesquisas históricas, o Sparrenburg foi construído por volta de 1200 e possui uma torre de 37 m, além disso há na parte subterranea do castelo corredores e salas, que podem ser visitados por turistas. A torre também pode ser visitada durante o período de Abril até Outubro, nos demais meses ela é fechada ao turismo devido ao clima. Em Setembro de 2006 o Sparrenburg ficou no 17° lugar em um campeonato feito pela ZDF que selecionou os lugares preferidos dos alemães.

### Cinemas
Bielefeld possui dois grandes cinemas multiplex: o CinemaxX (que com 2648 assentos é o maior cinema da região) e o CineStar-Filmpalast, onde existe no total 2315 assentos disponíveis. Além dos dois cinemas citados acima há ainda outros de porte menor, tais como: o Kamera (com três salas), Lichtwerk (que é financiado pelo governo estadual) e o AJK-Kino.

### Eventos
- O Carnival der Kulturen (Carnaval das Culturas) é um evento que ocorre não só em Bielefeld, mas também em várias outras cidades alemãs de porte médio ou grande. O evento é uma tentativa de reproduzir o grande carnaval do Rio de Janeiro, porém o evento é, obviamente, de proporções bem menores. No Carnaval das Culturas vários grupos de coreografia, compostos em sua maior parte por estrangeiros (inclusive de brasileiros), desfilam em algumas ruas da cidade. O público pode naturalmente acompanhar de perto todo o desfile.[14]
- No estacionamento da universidade é realizado semanalmente o Flohmarkt, que é um mercado de produtos usados.
- Na Hermannslauf (Corrida de Hermann) o ponto de partida situa-se cidade de Detmold e a chegada encontra-se no Castelo Sparrenburgo, contabilizando um trajeto de aproximadamente 28 km. O evento se inicia em Detmold na estátua de Hermman, daí vem o nome Hermannslauf.
- O Honky Tonk Festival é um evento musical europeu de Blues que existe desde 1993. Desde 2005 o evento é realizado em Bielefeld, além de várias outras cidades.[15]
- O La Estrada é destinado às pessoas que têm interesse por automóveis. Há uma área destinada aos fãs de carros antigos.
- Anualmente, no mês de Maio, é realizado na parte antiga da cidade o Leinewebermarkt (O Mercado Leineweber). O nome pode trazer confusões, pois na verdade o Leinewebermarkt é um evento festivo e não um mercado ou feira como no Brasil. Algumas das festividades são: shows de diferentes ritmos e estilos musicais, espetáculos de dança, apresentações de comendiantes, mostra de artes de rua, parque de diversões, etc. Em 2006 o eventou contou com a presença de aproximadamente 150.000 pessoas.
- Há também o evento Nachtansichten, também conhecido como a Noite dos Museus. O evento ocorre em alguma noite durante o verão e a população pode visitar museus, galerias, igrejas, etc durante a noite e por um preço mais acessível.
- A Sparrenburgfest (Festa de Sparrenburgo) é um evento festivo anual, ocorrendo geralmente no mês de Julho que procura relembrar e manter vivo na memória do público o perído medieval na Alemanha.
- Na parte antiga da cidade, no mês de Setembro, é realizado também o Weinmarkt (Mercado de Vinhos), onde as pessoas podem experimentar variados tipos de vinhos da Alemanha.
- O Stadtwerke Run & Roll Day é um evento relativamente novo e promovido pela Stadtwerke. O público do evento são patinadores e pessoas que gostam de caminhar e correr.
- Por fim há em todo o Natal a Weihnachtsmarkt (Feira de Natal). Feiras de Natal são eventos extremamente comuns e típicos na Alemanha, até as cidades de pequeno porte organizam Feiras de Natal. Os participantes podem, durante o período natalino, comprar bebidas típicas, presentes ou apenas desfrutar a bela decoração da feira.

### Galerias
Art d'Ameublement, Artists Unlimited, Beaugrand Kulturkonzepte (Conceito de Cultura Beaugrand), Galeria 61, Galeria Baal, Galeria David, Galeria no Ratscafé, Galeria no Estúdio WDR, Galerie in der alten Vogtei (Galeria na antiga Vogtei), Galerie in der Zentralverwaltung der Fachhochschule Bielefeld (Galeria da Administração Central da Universidade de Ciências Aplicadas de Bielefeld), Galeria Jesse, Galeria Stefan Reinke, Galeria Werkstatt Johannistal, Galerieladen, Galeria Kommunale, Casa dos Artistas Lydda, Galeria Lutz Teutloff, Galeria Samuelis Baumgarte und Galerie der Stadtbibliothek (Galeria da Biblioteca Municipal).

### Museus
A cidade possui vários museus, dentre eles:
- O Historisches Museum (Museu Histórico) é focado na história da cidade e da região Ostwestfalen-Lippe, principalmente na história industrial da cidade. O museu é situado na antiga Indústria Textil de Ravensberg, com isso os visitantes podem ver como foi o início da industrialização em Bielefeld.
- O Bauernhausmuseum está localizado na Teutoburger Wald (Floresta de Teutoburgo) e mostra como eram as caras rurais antigamente. Vale ressaltar que esse é o museu ao ar livre mais antigo da Alemanha.
- O Kunsthalle Bielefeld (Salão de Artes de Bielefeld) tem um estilo pós-modernista, foi construído em 1968 pelo arquiteto americano Philip Johnson e é o único museu construído pelo renomeado arquieteto. As obras de arte expostas neste museu são, em grande parte, do período modernista.
- Há também o Museu Huelsmann, que é um museu especializado em artes aplicadas. Este museu foi inaugurado no ano de 1995 e disponibiliza variadas peças para a apreciação do público, tais como: peças de porcelana, jóias, relógios antigos, dentre outras.
- Focado em história natural, o Naturkundemuseum (Museu de História Natual) mostra a estrutura e formação da crosta terrestre, minerais da região, fósseis, etc.

### Música
- Orquestra

A Filarmônica de Bielefeld foi criada em 1901 e tem como instalaçőes principais o Teatro Municipal da cidade.
- Coros (Grupos corais)

Há o Universitätschor Bielefeld (Coro Universitário de Bielefeld), que foi fundado em 1977 pelo Professor Werner Hümmeke. Concertos são apresentados anualmente pela equipe, geralmente ocorrem no Rudolf-Oetker-Halle (Salão Rudolf Oetker). Há ainda o Coro de Concerto, criado no ano de 2006 pelos ex-membros do Coro Universitário.
Existe ainda o Coro da União de Músicos de Bielefeld que existe desde o ano de 1820 e é composto pelos membros da própria União.
Há ainda o Coro de Oraçőes (de 1890) e o Coro Juvenil de Bielefeld (Bielefelder Kinderchor) (de 1932). O coro de crianças, com suas cançőes de Natal, ficou conhecido não só na região, mas também dos Estados Unidos.
Na cidade mora Volkmar Arnecke, mais conhecido como Arni. Ele é o primeiro músico a criar uma comunidade reunindo baixistas canhotos, a Arnis Lefthand Bassplayer. Ele reuniu nesse espaço biografia de baixistas do mundo inteiro, além de lançar CDs em quatro edições, nos quais apresentou trabalhos de baixistas de vários países. Ele também criou o Lefty Bass Day, no qual promove encontros da indústria musical com instrumentistas. Com a iniciativa, ele consegue promover o trabalho de músicos do mundo inteiro, realizar o intercâmbio entre eles, além de chamar a atenção da indústria construtora de instrumentos e equipamentos musicais para as necessidades específicas desses músicos, geralmente pouco ou em nada atendidas.

### Teatros

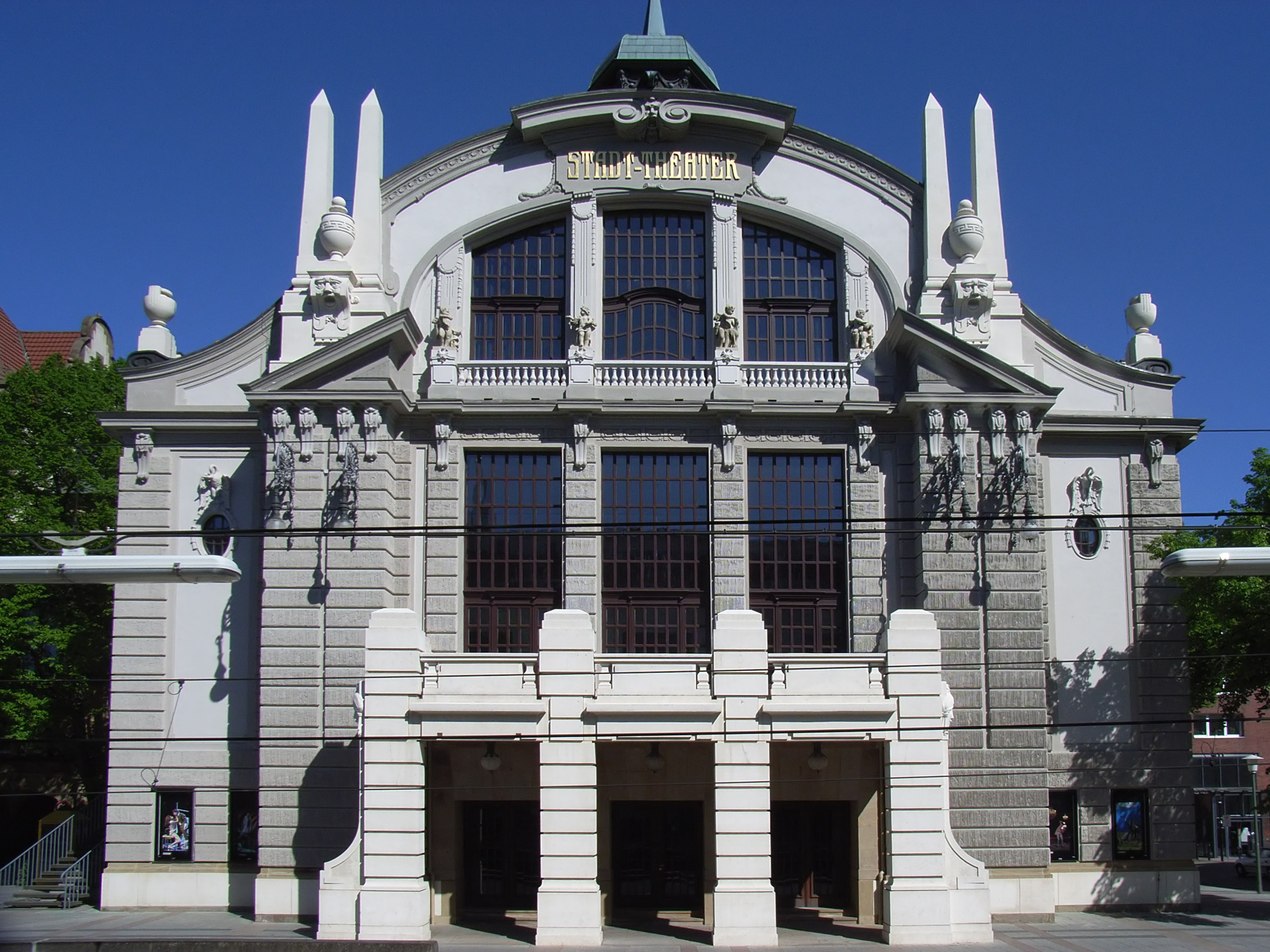
O teatro de Bielefeld.

A construção do Teatro Municipal de Bielefeld foi iniciada em 1902 e finalizada em 1904 pelo arquiteto alemão Bernhard Sehring, no entanto, em 1937 houve algumas mudanças na parte interna do teatro. Rico em opções, oferecendo peças musicais, rítimicas e convencionais, o teatro passou por algumas reformas, que iniciaram em 2004 e terminaram em Setembro de 2006.
O Alarmtheater (Teatro Alarme), situado na parte oeste da cidade, ofere desde 1993 peças para o público infanto-juvenil, no entanto, peças para outros públicos também são apresentadas. Esse teatro é conhecido regionalmente por peças compostas por grandes grupos de crianças e jovens, onde os principais temas são: migração, prevenção de vícios e violência.
A Theaterhaus in der Feilenstraße (A Casa de Teatro da Feilenstraße) é um outro local, onde peças para públicos jovens são ensaidas e apresentadas.
O Theaterzentrum Tor 6 (Centro de teatro Portão 6) existe desde 1983 e produz peças próprias para variados públicos.
O Zentrum Bielefelder Puppenspiele (Centro de Marionetes de Bielefeld) apresenta peças direcionadas ao público infantil. O palco é ocupado geralmente por dois grupos teatrais.

## Religião

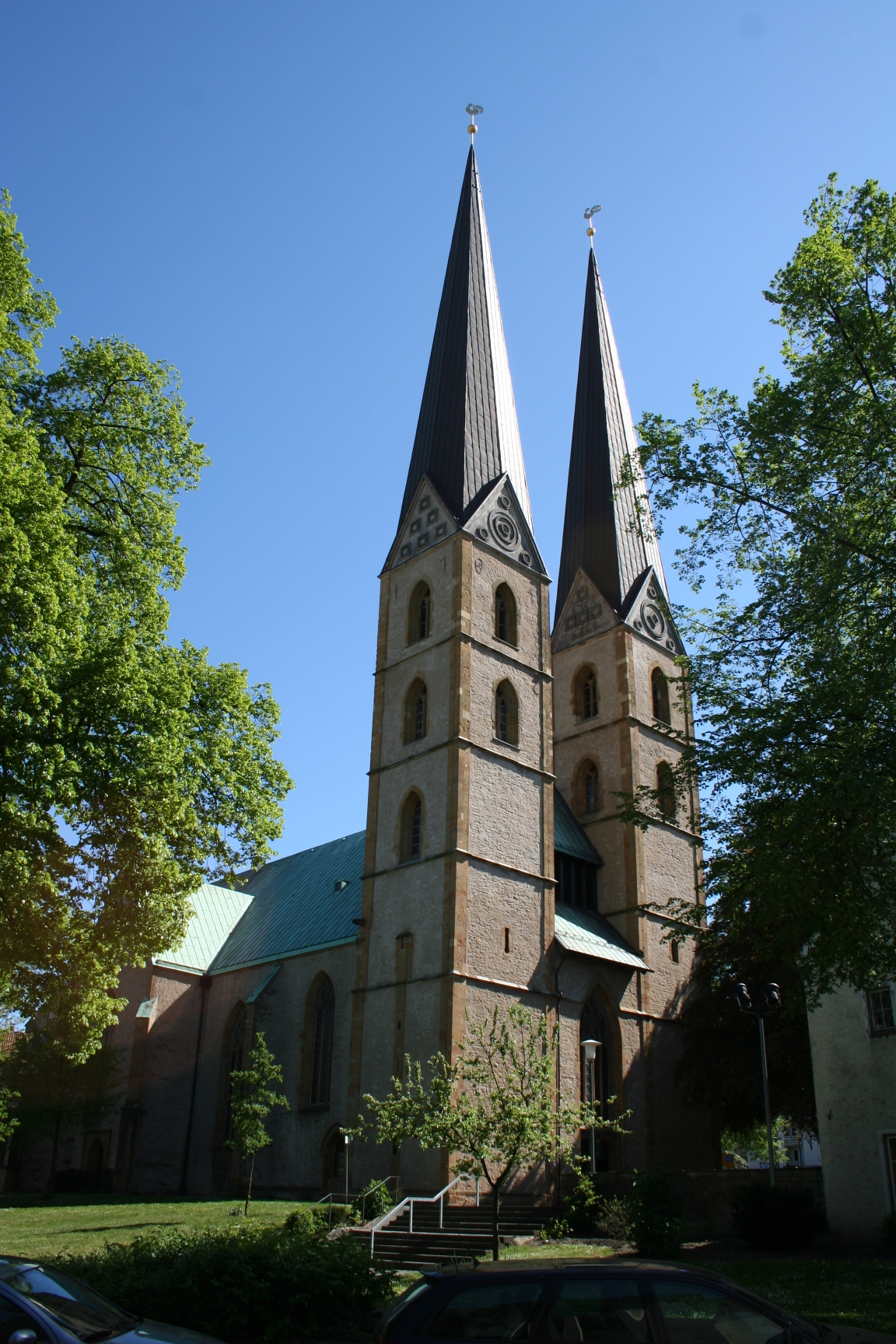
A Igreja de Maria (Marienkirche).

No ano de 2002 foi registrado em Bielefeld um total de: 152.092 evangélicos, 52.965 católicos e  117.556 pessoas que possuem uma outra religião (Judaísmo, Islamismo, etc) ou não possuem uma religião.

### Cristãos
Bielefeld pertence desde a sua existência à Arquidiocese de Paderborn. A partir da Neustädter Marienkirche (Igreja de Maria na Cidade Nova) a Reforma Protestante de Martinho Lutero obteve em 1553 grande êxito na cidade. O príncipe Frederico Guilherme I de Brandemburgo (1620–1688), que fazia parte do Calvinismo, declaraou através de um estatuto que a reforma protestante deveria ser mantida. Foi devido a isso que a religião evangélica adquiriu força em Bielefeld, fato que se estendeu até aos dias de hoje. Atualmente existe o chamado Kirchenkreis Bielefeld, que é uma espécia de Associação de Igrejas Evangélicas de Bielefeld. Com isso há em Bielefeld mais de 30 igrejas evangélicas.
No que se diz respeito ao catolicismo, vieram no século XIX vários católicos para a cidade, uma vez que até então a quantidade de católicos era baixa na região. O catolicismo em Bielefeld também está, até a atualiadade, ligado à Diocese de Paderborn, que se tornou em 1930 uma arquidiocese. Com o fim da Segunda Guerra Mundial houve um crescimento considerativo dos católicos na cidade, devido ao fato de que muitos deles eram refugiados de guerra provenientes da região leste da Alemanha.
Há atualmente na cidade diversas religiões e seguidores do cristianismo, como a Igreja Nova Apostólica, Igreja Batista, Ortodoxia Grega, Freie Kirchen (Igrejas Livres); além de Menonitas, Testemunhas de Jeová, dentre outras religiões e seguidores.

## Esporte
- Badminton, Tênis e Squash
  - Sportland Dornberg
  - ELIXIA Bielefeld
  - Tennis- und Hockey-Club
  - Bielefelder Turngemeinde von 1848 e.V.
  - TuS Eintracht Bielefeld e.V.
  - Millennium-Sports

- Clubes de Natação e Piscinas
  - Freibad Wiesenbad
  - AquaWede
  - Ishara
  - Familienbad Heepen
- Futebol

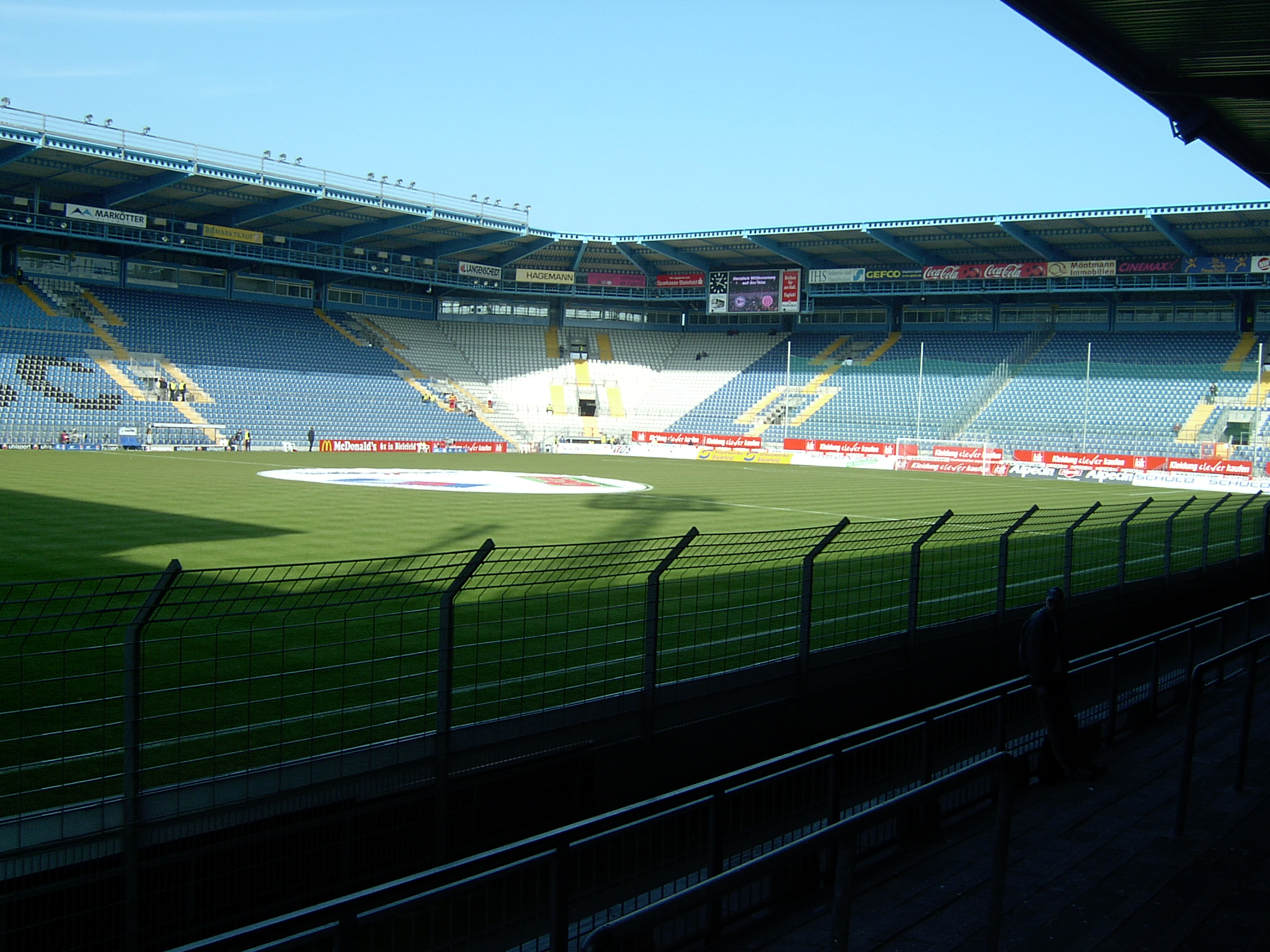
A SchücoArena.

  - A cidade tem um clube oficial de futebol, chamado DSC Arminia Bielefeld. Também apelidado carinhosamente pelos torcedores locais como Die Blauen (Os Azuis), devido a cor do uniforme e da bandeira do time. Além do time, a cidade também possui um estádio de futebol, chamado Schüco Arena.
- Golfe
  - Bielefelder Golfclub e.V.
- Kart
  - Kartbahn B68

## Curiosidades

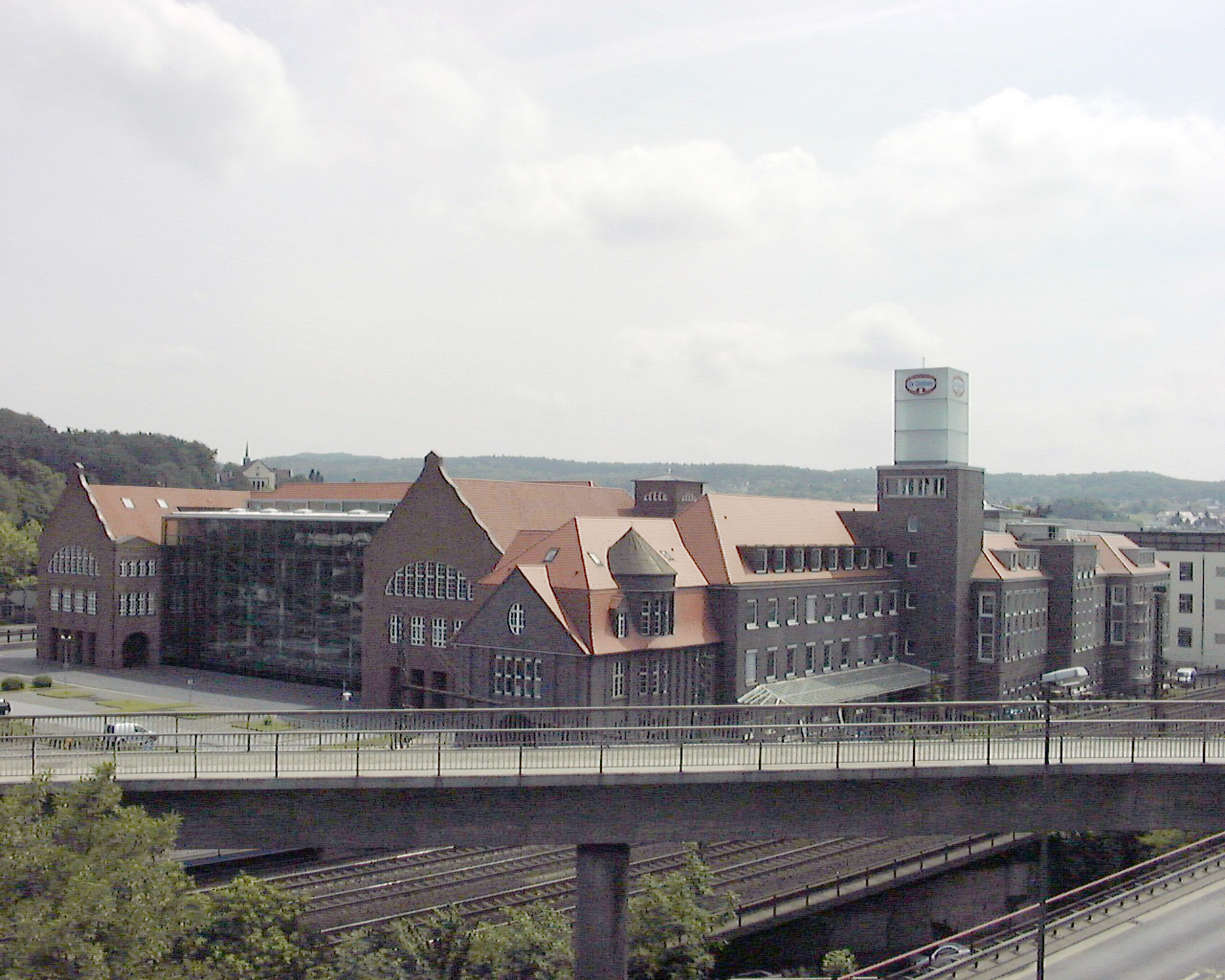
Sede da empresa Dr. Oetker, em Bielefeld.

- No ano de 1891 foi fundada em Bielefeld a empresa Dr. August Oetker KG, conhecida no Brasil apenas como Dr. Oetker, uma empresa que atua em âmbito mundial e tem uma forte presença principalmente no ramo alimentício.[17]
- Há na Alemanha uma sátira em relação à Bielefeld, chamada "Conspiração de Bielefeld". É uma teoria argumentada com fatos cômicos que comprovariam a "não existência" dessa cidade. Mas toda essa história não passa de uma grande brincadeira que foi inventada em 1994 em uma comunidade virtual chamada Usenet e vai sendo mantida viva pelas pessoas. A brincadeira surgiu em uma mera festa universitária quando uma pessoa desconhecida, que se interessava por assuntos esotéricos afirmou: "Bielefeld não existe!" e assim surgiu essa ideia. O estudante de informática Achim Held, que também estava presente na festa, acabou comentando o ocorrido no Newsgroup de.talk.bizarre do Usenet e isso foi passado adiante. Essa teoria é considerada por alguns como uma lenda urbana.
- Em Bielefeld nasceu Friedrich Wilhelm Murnau, um grande diretor de filmes e representante do cinema expressionista alemão. Uma obra de Murnau bastante conhecida é Nosferatu: eine Symphonie des Grauens (Nosferatu: Uma Sinfonia de Horrores), filme de 1922 que foi inspirado no personagem Drácula, do escritor irlandês Bram Stoker.[18][19]